# Dag Birkeland

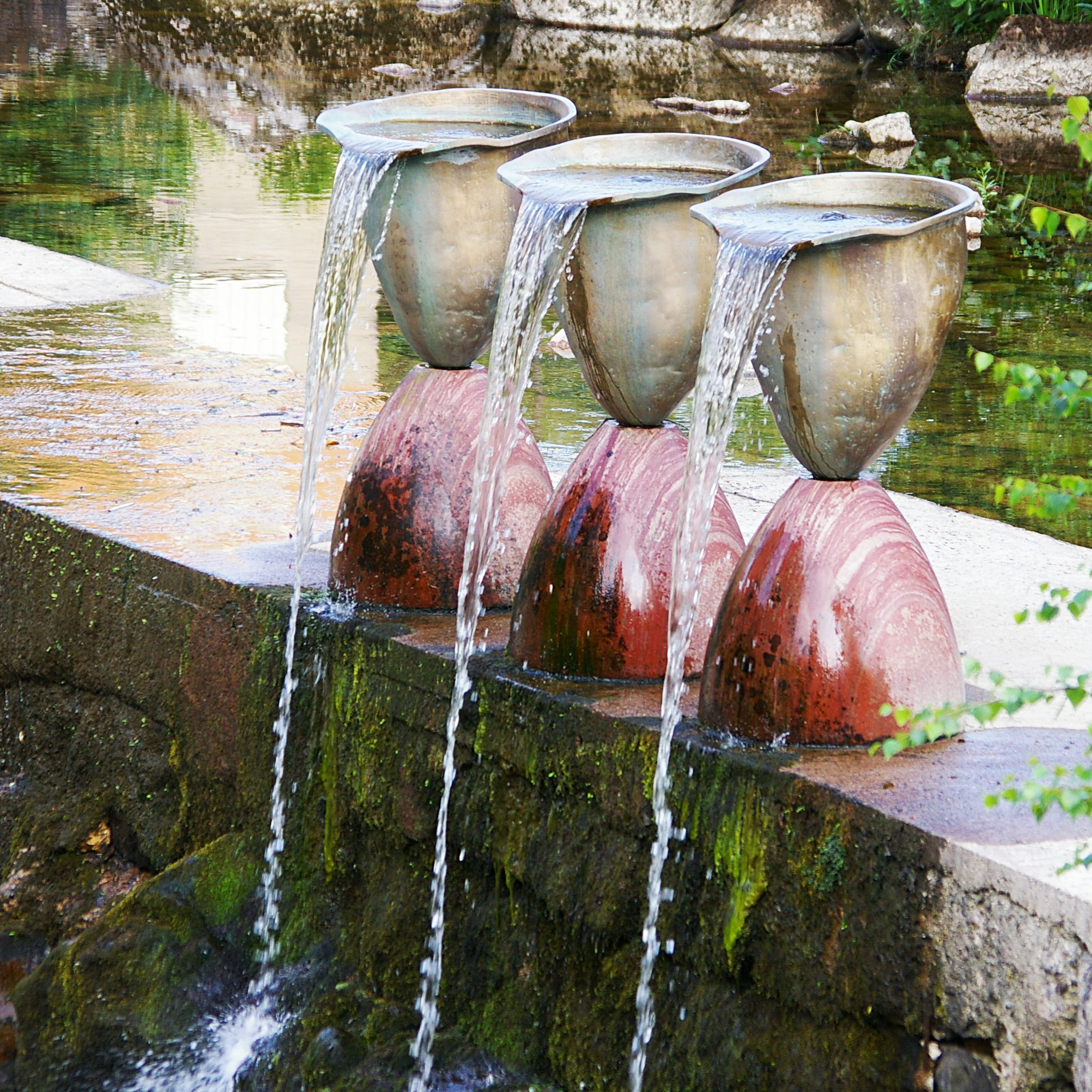
"Tre källor" i Linköping

Dag Alfred Birkeland, född 19 januari 1957, är en norsk skulptör, verksam i Sverige. Han arbetar med varierande material men ofta har vattnet en avgörande betydelse i hans verk, varför han ibland kallas "vattenkonstnär".

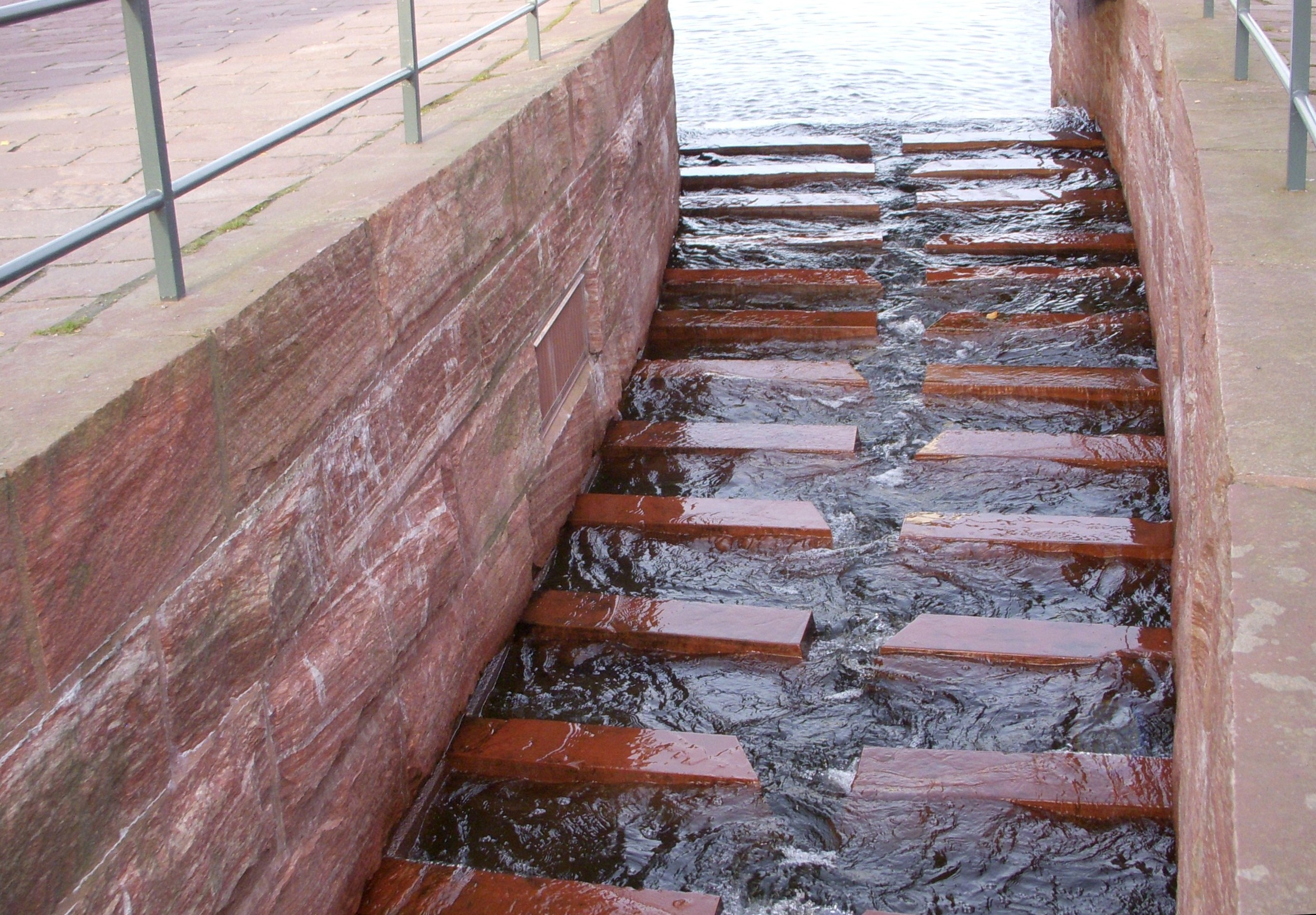
"Vattentrappan" i Stockholm

Bland hans arbeten märks Våg (rest 2002), en bastant stålkonstruktion placerad vid kajen i Köpmanholmen. Skulpturen är formgiven som två stora krokar bestående av smitt, massivt järn, där varje del väger 12-16 ton. Meningen är att skulpturen skall rosta och tanken bakom detta är att Birkeland tänkte på att blått mot rostrött är färger som kompletterar varandra och förstärker varandra.
Vattenkonsten Tre källor (rest 2001), en vattenskulptur vid Kvarndammen i Tannefors, Linköping är ett exempel för Birkelands gracila vattenkonst. Den visar tre bronsbägare där vatten rinner över bägarens kant ner på en marmorsockel.
Vattentrappan är en vattenkonst i Hammarby sjöstad som anlades 2002. Trappan består av en smal kanal med "trappsteg" av röd älvdalskvartsit. Trappstegen har speciellt utformade öppningar i mitten som framkallar pendlande vattenrörelser och för tankarna till en sprudlande fjällbäck. På kvällar och nätter belyses vattnet underifrån med fiberoptik och intressanta ljusreflexer uppstår mot vattentrappans stenväggar.